# Hello My Name Is...
Hello My Name Is... é o álbum de estreia da cantora, compositora e atriz norte-americana Bridgit Mendler, lançado em 22 de outubro de 2012 pela editora discografica Hollywood Records. O primeiro single do álbum, "Ready or Not", foi lançado em 7 de agosto de 2012. A canção foi escrita por Mendler, Emanuel "Eman" Kiriakou e Evan "Kidd" Bogart. A canção estreou na 98ª posição e chegou a 49ª posição na tabela musical da Billboard Hot 100. Mais tarde, foi certificado de ouro no Canadá e na Nova Zelândia, de platina. Ela também usou para promover seu álbum a faixa "Hurricane", que é o segundo e último single do álbum.
O álbum recebeu críticas positivas dos críticos, que elogiaram os vocais de Mendler e habilidades na composição, mas criticou as faixas soarem muito parecidas e sem direção. O álbum estreou na 30ª posição na parada musical Billboard 200 e na 20ª posição na parada Billboard Digital Albums. Ele também alcançou a 17ª posição na Polish Albums Chart, o primeiro país a traçar fora dos Estados Unidos.

## Antecedentes
No dia 7 de junho de 2012, Bridgit postou em seu facebook datas de sua turnê que passará pelos Estados Unidos para divulgar "Hello My Name Is...". As faixas do disco foram divulgadas no dia 4 de agosto pelo produtor e compositor Emanuel Kiriakou, e confirmadas por Bridgit e pela Billboard em 20 de agosto de 2012.

## Singles
"Ready or Not" foi o primeiro single do disco. Estreou no dia 3 de agosto na Rádio Disney. Em 10 de agosto, o videoclipe foi disponibilizado pelo VEVO alcançando dois milhões de visualizações em duas semanas. Os vocais de Mendler foram comparados com os de Demi Lovato e de Carly Rae Jepsen por grandes críticos da música. A canção se tornou um sucesso comercial, sendo top 40 em vários países, incluindo Reino Unido, onde alcançou a 7ª posição no UK Singles Charts sendo seu primeiro top 10 a nível internacional. Na Billboard Hot 100, alcançou a 49º posição, se tornando a sua maior na parada. Em janeiro de 2013, a canção recebeu o disco de Platina pelas vendas acima de 1.000.000 só nos Estados Unidos.
"Hurricane" foi primeiramente lançado como um single promocional na iTunes Store americana como Single da Semana em 22 de outubro de 2012. Foi depois anunciado como o segundo e último single e foi oficialmente lançado na rádio em 12 de fevereiro de 2013. A canção recebeu comentários positivos dos críticos musicais, elogiando os vocais de Mendler e as influências do reggae na faixa. Também elogiaram fortemente as habilidades de rap de Mendler, que foi comparado com cantoras como Cher Lloyd e Lily Allen. A canção teve um sucesso médio, e ganhou a certificação de Ouro por ter conseguido atingir as 500.000 cópias vendidas digitalmente.

### Singles promocionais
"Forgot To Laugh" foi disponibilizado em áudio no dia 4 de outubro de 2012 no site do Idolator. A canção recebeu muitas críticas positivas, dizendo que a canção "é um brilhante, guitarra-driven hino pop-rock, carregado de metáforas espirituosas" e concluiu "que é ainda mais impressionante o fato de que Mendler co-escreveu a faixa sobre ela mesma".
Foi produzido por Emanuel "Eman" Kiriakou e Evan "Kidd" Bogart, as mesmas pessoas que produziram "Ready or Not". Rachel Brodsky, da MTV também foi positivo com sua análise, descrevendo a música como "é ao mesmo tempo ensolarado e sábio, e parece divertir-se com o amigável insolência e soco de Cher Lloyd e de fala rápida saber como de Lily Allen".

## Recepção da crítica
| Críticas profissionais | Críticas profissionais |
| Avaliações da crítica  | Avaliações da crítica  |
| Fonte                  | Avaliação              |
| ---------------------- | ---------------------- |
| AllMusic               | [ 12 ]                 |
| AbsolutePunk           | 47%                    |

Hello My Name Is... recebeu avaliações mistas da crítica especializada. Tim Sendra, crítico do portal AllMusic, deu ao álbum uma avaliação que variou entre mista e positiva, com uma pontuação de três estrelas dentre cinco. Ele elogiou a voz da cantora, e destacou o uso excessivo do auto-tune, segundo ele utilizado "mesmo quando não parecia necessário". Sendra também afirmou que a sonoridade do álbum não é das mais distintas, uma vez que "a maioria das faixas [do álbum] poderia ser retirada [dele] e colocada em um disco de Selena Gomez ou Demi Lovato com facilidade", no entanto, declarou que "tudo funciona corretamente quando combinado com o vocal idiossincrático de Mendler". Ela concluiu dizendo que apesar de tudo, essa ainda é "uma estreia impressiva de uma cantora que demonstrou ter um talento verdadeiro e tem muitas chances de sair do molde da Disney e então lançar algo por conta própria", vindo a destacar as canções "Ready or Not", "Hurricane", "Rocks at My Window" e "5:15".
Na comunidade online AbsolutePunk, o disco recebeu uma aprovação de 47%. Na resenha emitida para a obra, Mendler foi descrita como "a próxima Taylor Swift ou Cher Lloyd, ou ainda Kesha". Segundo o website, "Ready or Not" funciona como "uma faixa hip-hop com o estilo de Taylor Swift, mas assim que ela termina, você deve parar de ouvir [o álbum]". De acordo com a comunidade virtual, "sem você [ouvinte] tiver 12 [anos], provavelmente irá amar a aletoriedade desse álbum, mas ele realmente não possui uma direção no geral. Ele soa como se eles [os produtores] tivessem tirado gêneros musicais de dentro de um chapéu e dito: 'Ei, vamos transformar isso em um álbum!'". Concluindo a resenha, o portal afirmou que "Mendler algum dia será um nome consolidado. Por hora, graças a Deus pela Wikipédia".

## Faixas
| Edição padrão |                                 |                                                                      |         |  |
| N.º           | Título                          | Compositor(es)                                                       | Duração |  |
| 1.            | "Ready or Not"                  | Bridgit Mendler, Emanuel Kiriakou, Evan Bogart                       | 3:20    |  |
| 2.            | "Forgot to Laugh"               | Mendler, Kiriakou, Bogart, Andrew Goldstein                          | 3:09    |  |
| 3.            | "Top of the World"              | Mendler, Kiriakou, Jai Marlon, Laura Raia, David Ryan, Freddy Wexler | 3:28    |  |
| 4.            | "Hurricane"                     | Mendler, Kiriakou, Bogart, Goldstein                                 | 4:03    |  |
| 5.            | "City Lights"                   | Mendler, Marlon, Ryan, Wexler                                        | 4:00    |  |
| 6.            | "All I See Is Gold"             | Mendler, Kiriakou, Goldstein, Priscilla Renea                        | 2:53    |  |
| 7.            | "The Fall Song"                 | Mendler, Kiriakou, Bogart                                            | 3:39    |  |
| 8.            | "Love Will Tell Us Where to Go" | Mendler, Kiriakou, Marlon, Ryan, Wexler                              | 3:22    |  |
| 9.            | "Blonde"                        | Mendler, Leah Haywood, Daniel Pringle                                | 3:08    |  |
| 10.           | "Rocks at My Window"            | Mendler, Kiriakou, Bogart, Goldstein                                 | 3:12    |  |
| 11.           | "5:15"                          | Mendler, Kiriakou, Renea, Goldstein                                  | 3:55    |  |
| 12.           | "Hold on for Dear Love"         | Mendler, Donnell Shawn Butler, Wexler                                | 3:59    |  |

| Edição deluxe |                 |                                          |         |  |
| N.º           | Título          | Compositor(es)                           | Duração |  |
| 13.           | "We're Dancing" | Mendler, Josh Alexander, Billy Steinberg | 03:10   |  |
| 14.           | "Postcard"      | Mendler, Alexander, Steinberg            | 03:25   |  |
| 15.           | "Quicksand"     | Mendler, Kiriakou, Wexler                | 03:21   |  |

| Edição do Walmart |                                   |                                                                                       |         |  |
| N.º               | Título                            | Compositor(es)                                                                        | Duração |  |
| 16.               | "Somebody"                        | Lindy Robbins, Reed Vertelney                                                         | 03:28   |  |
| 17.               | "Ready Or Not (Acoustic Version)" | Bridgit Mendler, Emanuel Kiriakou, Evan Bogart Kiriakou, Andrew "Goldstein" Goldstein | 03:27   |  |

## Desempenho nas paradas
| Paradas (2012)                            | Melhor Posição |
| ----------------------------------------- | -------------- |
| Austrália - ARIA Charts                   | 58             |
| Espanha - PROMUSICAE                      | 26             |
| França - SNEP                             | 95             |
| Estados Unidos - Billboard 200            | 30             |
| Estados Unidos - Billboard Digital Albums | 20             |
| Reino Unido - UK Singles Chart            | 107            |

## Histórico de lançamento
| País           | Data                    | Gravadora              |
| -------------- | ----------------------- | ---------------------- |
| Estados Unidos | 22 de outubro de 2012   | Hollywood Records      |
| Canadá         | 23 de outubro de 2012   | Hollywood Records      |
| Austrália      | 23 de outubro de 2012   | Hollywood Records      |
| Nova Zelândia  | 23 de outubro de 2012   | Hollywood Records      |
| Brasil         | 26 de fevereiro de 2013 | Universal Music Brasil |
| Reino Unido    | 18 de março de 2013     | Polydor                |